# Universidad de Guam

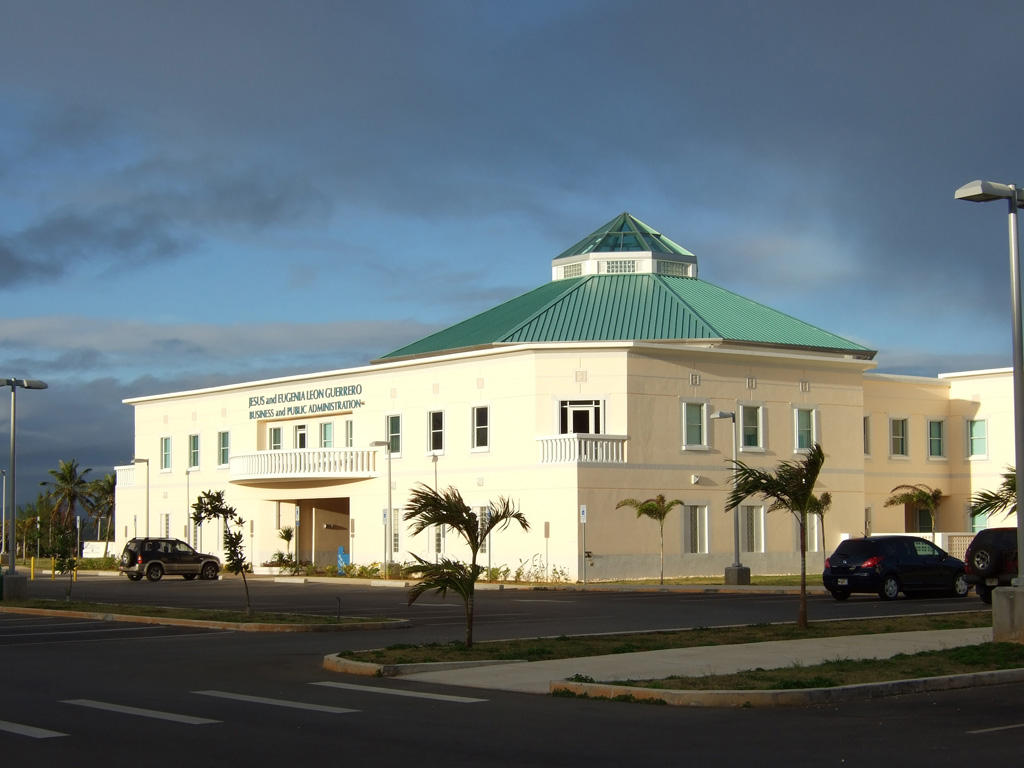
Universidad de Guam

La Universidad de Guam es una universidad situada en Mangilao (Guam). Fue fundada en 1952 y abarca a unos 3000 universitarios, el 91% asiáticos. Tiene una dotación anual de 13,5 millones de dólares. Su lema es Siempre para arriba.